# Pacifister anatahanensis
Pacifister anatahanensis är en skalbaggsart som först beskrevs av Ôhara 1994.  Pacifister anatahanensis ingår i släktet Pacifister och familjen stumpbaggar. Inga underarter finns listade i Catalogue of Life.